# Arnaud Richard
Arnaud Richard, né le 30 avril 1971 à Rouen, est un homme politique français. Conseiller régional d'Île-de-France, Arnaud Richard est député des Yvelines de 2010 à 2017.

## Biographie
Fils d'un commerçant normand et d'une infirmière, il est né et a vécu à Rouen. Il obtient un diplôme en économie, complété par un DEA d'Analyse économique des décisions publiques et un diplôme à l'ESSEC. Il est marié et père de trois enfants.
Après avoir participé à la campagne victorieuse de Jacques Chirac en 1995, il travaille durant trois ans à l'Assemblée nationale comme collaborateur parlementaire, puis pendant trois ans au sein d'une organisation professionnelle du bâtiment.
De 2002 à 2009, il est membre des différents cabinets ministériels de Jean-Louis Borloo comme conseiller parlementaire.
À ses côtés, il participe à la construction du plan de cohésion sociale, à la naissance du programme national de rénovation urbaine, à l'augmentation massive de la dotation de solidarité urbaine, aux programmes de réussite éducative et enfin au Grenelle de l'environnement. Au cours de ces 7 années de collaboration, il acquiert une compétence opérationnelle reconnue en matière de logement et d'hébergement par sa nomination par le Président de la République au sein du HCLPD en 2014 et en 2017.
En 2007, il est élu suppléant Pierre Cardo, député de la 7e circonscription des Yvelines.
En 2009, il rejoint la Caisse des dépôts en tant que responsable des relations institutionnelles.
En juin 2010, à la suite de la prolongation par le Premier ministre de la mission parlementaire sur le Grenelle de la mer, il succède à Pierre Cardo comme député.
Il est réélu député de la 7e circonscription des Yvelines en juin 2012.
En 2015, il est élu conseiller régional d'Île-de-France. Il se voit confier la délégation à l’économie sociale et solidaire (ESS), délégation qu'il quitte à sa demande à partir de mars 2018.
En septembre 2017, il réintègre la CDC.
Depuis le 15 mars 2018, il est directeur général de l'association Coallia.

## Controverse
Le site d'information en ligne Mediapart lui a reproché d'avoir continué à occuper un emploi à temps partiel à la Caisse des dépôts et consignations pendant quatre mois après son élection. Les auteurs de l'article font remarquer que les activités de la caisse des dépôts et consignations sont soumises au contrôle parlementaire : l'activité du député entrant selon eux sous le régime du conflit d'intérêts.
Sous sa direction le groupe Coallia est depuis plusieurs années ciblé par des employés, actuels et anciens, pour les conditions de travail qui y règne et le manque de réaction de la direction,. Un management qualifié de « par la terreur » et une surcharge de travail importante dû à une multiplication des tâches non en lien avec son poste ont récemment été pointé du doigt dans plusieurs média de presse locales. Les syndicats pointent du doigt la non-réponse à leurs demandes de mise en place de médiations auprès de la direction de l'association qui s'est défendu de tout harcèlement et a assuré mettre en place des « mesures adaptées ».

## Détail des mandats et fonctions
- 19 mars 2001 - 1er janvier 2007 : adjoint au maire de Rouen
- 17 juin 2007 : suppléant de Pierre Cardo
- mars 2008-mars 2014: conseiller municipal de Meulan-en-Yvelines
- 6 juin 2010-juin 2017: député de la 7e circonscription des Yvelines
- juin 2012 : réélection en tant que député de la 7e circonscription des Yvelines
- 13 décembre 2015-27 juin 2021 : Conseiller régional d'Île-de-France.